# 准天竺鲷
准天竺鲷（学名：Pseudamiop gracilicauda）为輻鰭魚綱鈎頭魚目天竺鲷科准天竺鲷属的鱼类。分布于琉球岛、菲律宾、马绍尔岛、台湾岛等，深度5至30公尺，本魚體延長，體稍側扁，眼大、口大且斜裂，頜齒細小，鋤骨和腭骨通常具齒，舌上無齒，鰓蓋骨後緣棘不發達，體透明色，腹部銀白色，背鰭硬棘7枚、背鰭軟條8枚、臀鰭硬棘2枚、臀鰭軟條7-8枚，體長可達5公分，棲息在礁石區洞穴，夜間活動，屬肉食性，生活習性不明。该物种的模式产地在比基尼环礁、马绍尔群岛。